# Casalpegito
Casalpegito (llamada oficialmente Casalpeguito) es una aldea española situada en la parroquia de Gastrar, del municipio de Boqueijón, en la provincia de La Coruña, Galicia.

## Demografía
| Gráfica de evolución demográfica de Casalpegito entre 2000 y 2018 |
|                                                                   |
| Datos según el nomenclátor publicado por el INE.                  |